# Cal·límac (general atenès)
Cal·límac (Callimachus, Καλλίμαχος) fou un general atenès que va arribar al càrrec de polemarc el 490 aC i en tal condició va dirigir l'ala dreta de l'exèrcit atenenc a Marató on va morir. Hauria promès oferir a Àrtemis una vedella per cada persa occit a la batalla. Fou el darrer polemarc atenès del qual es té notícia.
Era de costum a Atenes que el pare del guerrer més valent mort a una batalla pronunciés una oració fúnebre solemne. Segons Polemó de Laodicea després de la batalla, els pares de Cinègir i Cal·límac s'haurien disputat qui d'ambdós hagués merescut aquest honor. A posteriori, Polemó al segle II va escriure tal oració fúnebre, no pas de gran qualitat literària, però és una de les poques obres seves que van conservar-se.